# Fizz keeper

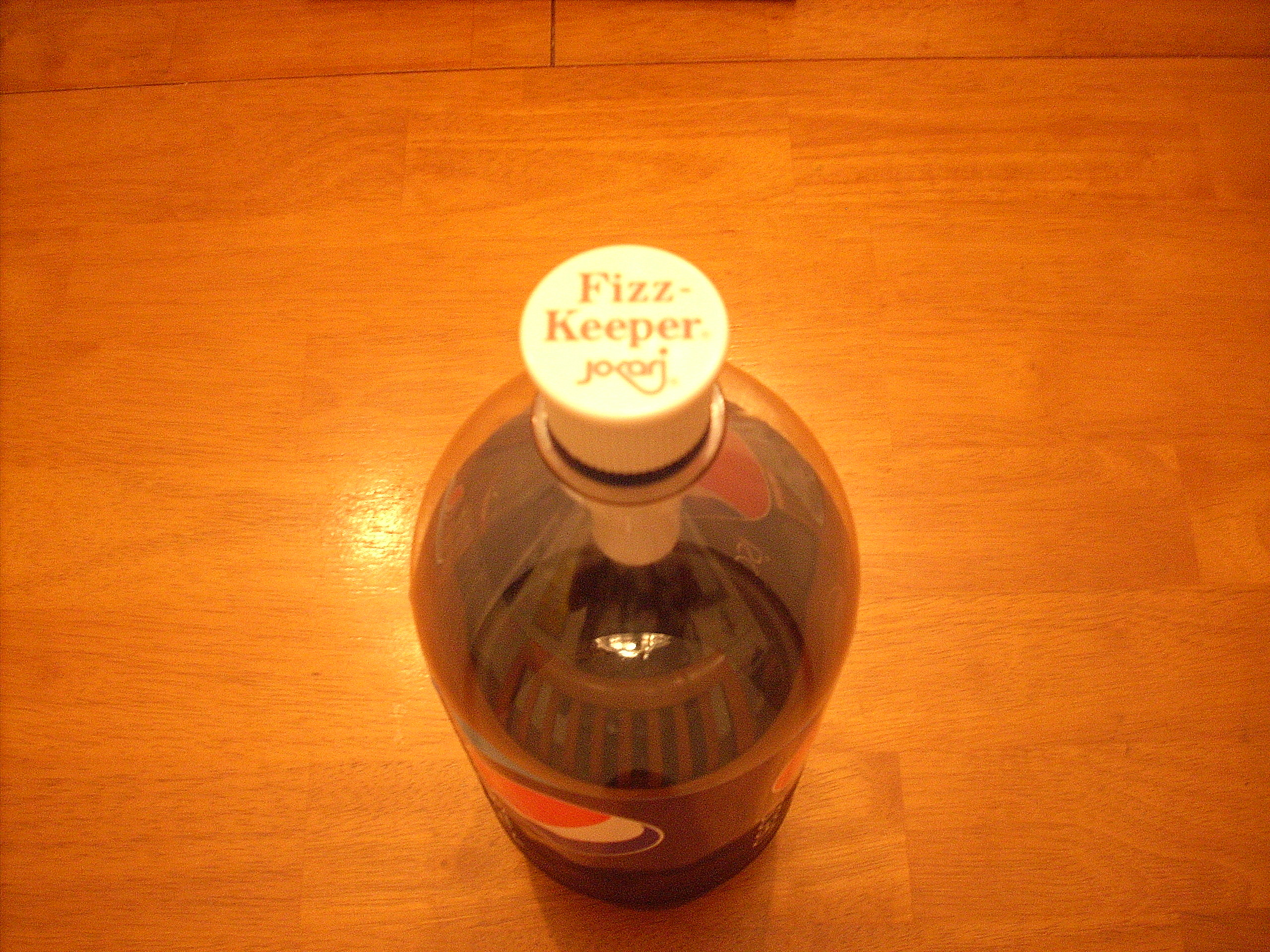
Un Fizz keeper

Fizz keeper es un dispositivo utilizado como medio para preservar la carbonatación en bebidas no alcohólicas. Se compone de una pequeña bomba de mano que se enrosca en la parte superior de una botella de refresco de plástico, y se utiliza para bombear aire dentro de la misma.
El mecanismo por el cual funciona se explica por la Ley de Henry y la Ley de Dalton.

## Descripción
Cuando se carbonata una botella de refresco, que se presuriza con dióxido de carbono, la presión es mayor que la atmosférica. Finalmente, el CO2 disuelto y el CO2 que permanece en el espacio que queda por encima del líquido alcanzan un equilibrio dinámico, en donde la cantidad disuelta de CO2 en el líquido es igual a la cantidad de CO2 capaz de escapar de la solución. La botella permanece en este equilibrio dinámico hasta que la tapa se retira por primera vez.
Al destapar el envase, la presión que existe dentro de la botella se iguala con la presión atmosférica. De acuerdo a la Ley de Henry, el exceso de CO2 disuelto en la bebida sale de la solución. Eventualmente se alcanza un nuevo estado de equilibrio dinámico, con una presión parcial de CO2 mucho más baja.

## Historia
El primer dispositivo de Fizz keeper fue patentado en 1926 por G. Staunton, T.R. Robinson. M.B. Beyer patentó el propio en 1988, sin afirmar en la patente que el dispositivo mantuviera la "efervescencia" de un refresco. Existen varios estilos de dispositivos, desde la simple bomba de pistón hasta los dispositivos que incorporan una bombilla y un dispositivo de pestillo y bisagra para permitir que el líquido se vierta por una boquilla sin tener que retirar el Fizz-Keeper de la botella
El Fizz-Keeper también tiene usos documentados como herramienta científica casera y ayuda para la enseñanza, para la experimentación en física. Rohrig ha publicado un libro de experimentos científicos que pueden realizarse con el Fizz-Keeper. Moloney, Spangler, Graham y Williams et al. han publicado más experimentos (todos ellos aparecen en la sección de lecturas adicionales).

## Otras lecturas
- Brian Rohrig (1999). 39 Fantastic Experiments with the Fizz-Keeper. Tallmadge, OH: Creative Chemistry Concepts.
- Mark Talmage Graham (Marzo 2002). «Investigación de las masas de los gases en la escuela». The Physics Teacher 40 (3): 144-147. Bibcode:2002PhTea..40..144T. doi:10.1119/1.1466546.
- M. Moloney (16 de junio de 2000). «THE GAS MENAGERIE».
- Steve Spangler. «Marshmallow Masher».
- John P. Williams; Sandy Van Natta; Rebecca Knipp (October 2005). «El guardián de la efervescencia: A Useful Science Tool». Journal of Chemical Education 82 (10): 1454-1456. Bibcode:2005JChEd..82.1454W. doi:10.1021/ed082p1454.